# Piroluzit
A piroluzit (mangánoxid vagy polianit) mangántartalmú tetragonális kristályrendszerű oxidásvány, a rutilcsoport ásványegyüttese közé tartozik. Fontos mangánérc.
Neve a görög pyr (πυρ = tűz) és loyszisz (λοῦσις = mosás, fürösztés) szóból származik, a piroluzitot ui. a zöld  és barna üvegek tisztítására, mosására használták.

## Kémiai és fizikai tulajdonságai
- Képlete: MnO2
- Szimmetriája: több függőleges és vízszintes szimmetriája van, apró kis oszlopok vagy finom szemcsés tömegekben található.
- Sűrűsége: 4,7-5,0 g/cm³.
- Keménysége: 2-7 (a Mohs-féle keménységi skálán, a magasabb érték a kristályos változaté).
- Hasadása: kitűnő.
- Színe: fekete.
- Fénye: félig fémes.
- Átlátszósága: opak.
- Pora:  fekete.
- Elméleti mangántartalma:  63,2%.

## Keletkezése
Alacsony hőmérsékletű hidrotermás körülmények között keletkezik. Gyakori a másodlagos keletkezése tengeri üledékekben, zártabb öblözetekben, ahol kiválásként is keletkezett. A manganitból oxidálódás folyamán piroluzit keletkezik.

## Előfordulása
Németországban a Harz-hegységben gyakran található. A csehországi Érchegységben, Angliában Cornwall megyében található. Az Egyesült Államokban Georgiában vannak előfordulásai, Arkansas bányáiból exportra is termelik. Indiában a Dekkán-fennsíkon, Brazíliában, Dél-Afrikában bányásszák. Ismert előfordulásai voltak Olaszországban Szardinia szigetén telepszerűen.

## Előfordulásai Magyarországon

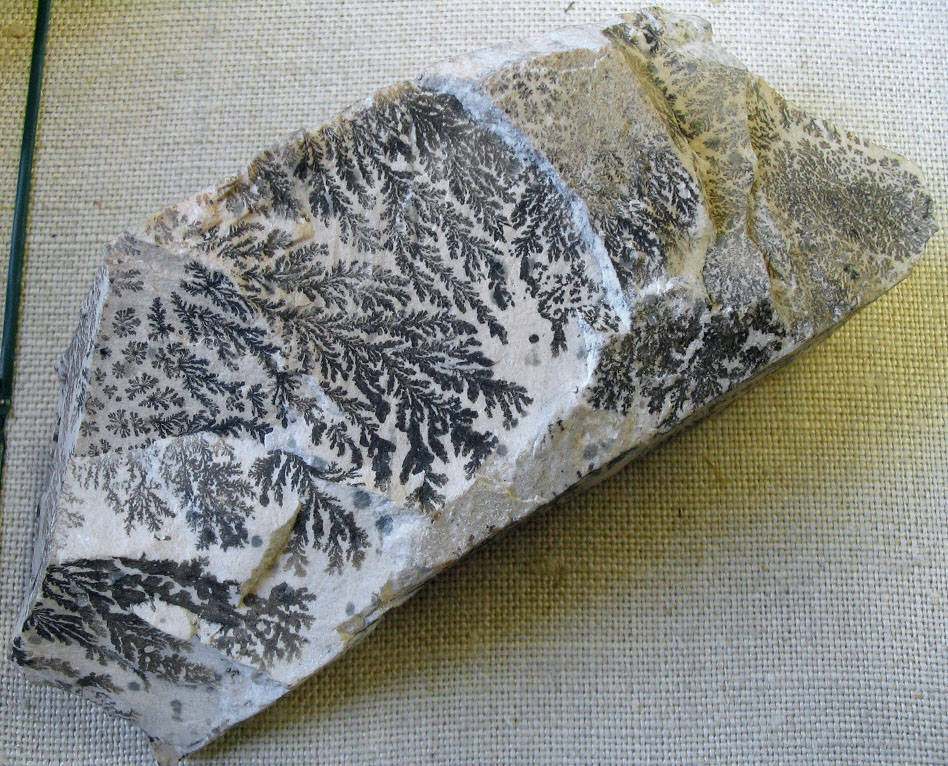
Piroluzit jégvirágszerű kiválása.

Az úrkúti mangánelőfordulásnál az áthalmozott mangánércben gyakori, de az oxidos-agyagos részekben az ágas jégvirágszerű aprókristályos ásványegyüttes is található. Eplényben az ott fejtett oxidos mangánércben gyakori, szép kristályai fordultak elő érces gumókban is. Noszvajtól Egeren át Demjénig hosszan elnyúlóan a triász kori mészköveken és eocén korú márgákon követhető a mangánosodott ércesedés felső részén az oxidálódott szakaszokon gyakori a piroluzit. Rudabánya bányáiban több helyen találtak kristályos foltokban. Szegilong kaolin bányájában gyakori oxidos mangánzárványokban barit és piroluzit található. Székesfehérvár közelében mállott gránitos közegben kvarcos erecskékben találták kristályait. Velem mellett a Vid-hegy déli lejtőjén érctartalmú kvarclencséket tártak fel, melyben az uralkodó ásvány az aprókristályos piroluzit.

## Hasonló ásvány
Manganit

## Kísérő ásványok
Manganit, braunit, hematit, kvarc.